# Megalopsallus ephedrellus
Megalopsallus ephedrellus är en insektsart som beskrevs av Schuh 2000. Megalopsallus ephedrellus ingår i släktet Megalopsallus och familjen ängsskinnbaggar. Inga underarter finns listade i Catalogue of Life.